# Wełyki Puzyrky (przystanek kolejowy)
Wełyki Puzyrky (ukr. Великі Пузирки) – przystanek kolejowy w miejscowości Mała Medwediwka, w rejonie szepetowskim, w obwodzie chmielnickim, na Ukrainie. Położony jest na linii Szepetówka – Starokonstantynów. Nazwa pochodzi od pobliskiej miejscowości Wełyki Puzyrky.
Dawniej stacja kolejowa. Istniała w okresie międzywojennym. W 2013 została przebudowana do przystanku.